# Jørn Astrup Hansen
Jørn Astrup Hansen (født 1942 i Sædding ved Esbjerg) er en dansk bankdirektør, uddannet cand.ocoen, tidligere bankoprydder for Finansiel Stabilitet og økonomisk kommentator for Berlingske. I en årrække boede han i Tórshavn, da han ved bankkrisen på Færøerne blev ansat som direktør for den konkurstruede bank Sjóvinnubankin i 1993, og som året efter blev fusioneret med Føroya Banki.

## Uddannelse og karriere
Jørn Astrup Hansen blev uddannet cand.oecon. ved Århus Universitet i 1973. Efter sin kandidateksamen ved universitet blev han ansat i den finansielle branche, og i 1984 blev han direktør i Midtbank.
Finanskrisen på Færøerne i 1990'erne nåede sit højdepunkt den 6. oktober 1992, da en af landets største banker, Sjóvinnubankin, gik konkurs. Jørn Astrup Hansen blev sat i spidsen for oprydningsarbejdet. Først blev han direktør for Sjóvinnubankin i 1993 og efter at Sjóvinnubankin og Føroya Banki blev lagt sammen til en bank, var han direktør for den nye bank, der fortsatte med navnet Føroya Banki (nu BankNordik). Han sad som direktør i Føroya Banki fra 1994 til 2005. Samtidig med at han var bankdirektør i Føroya Banki varetog han en række bestyrelsesposter i Danmark og fungerede også som cencor ved Århus Universitet. Han har bl.a. været medlem af Dansk Aktionærforening.
I perioden 2006-08 var Astrup formand for Det Økonomiske Råd på Færøerne. Han var medlem af Tryghedsgruppens repræsentantskab i perioden 2008-2013.
Han blev af Finansiel Stabilitet indsat som bestyrelsesformand i EBH Bank i 2008-10 og som direktør i Eik Banki Føroya i 2010-11. Han fortsatte som bestyrelsesmedlem i Eik Bank som repræsentant for Finananciel Stabilitet frem til januar 2016, da han tog sig ud af bestyrelsen.

## Sagsøgt for bagvaskelse
Eik Bank (nu Betri Bank) ansøgte TAKS (Færøernes Told og Skat) om og fået bevilget et skattefradrag til en værdi af 90 mio. kr. Men ifølge Jørn Astrup, var skattefradraget næppe berettiget. Også Eik Banks dengang eksterne revisorer, revisionsselskabet KPMG, såede tvivl om berettigelsen. Eik Bank har siden afskediget KPMG og fået et andet revisionsselskab og i 2016 valgte banken at sagsøge Jørn Astrup Hansen for bagvaskelse. Hvis Astrup findes skyldig, kan han risikere to års fængel.
Baggrunden for Eik Banks skattasag er, at den oprindelige Eik Bank gik konkurs i 2010 og blev overtaget af Finansiel Stabilitet, der indskød to mia. kr. i et nystiftet selskab, som overtog bankens aktiver og passiver. Efter en gennemgang af aktiverne i den konkursramte Eik Bank nedskrev Finansiel Stabilitet aktiverne med 500 mio. kr. Dette tab blev dækket af landets banker i henhold til Bankpakke 1. Dernæst købte det færøske selskab TF Holding den nye Eik Bank, af Finansiel Stabilitet. Eik Banks nye ledelse og bestyrelse med tidligere nationalbankdirektør Torben Nielsen som formand, mente, at nedskrivningen på de 500 mio. kr. kunne trækkes fra i den nye banks skattepligtige indkomst. Det var Jørn Astrup ikke enig i. Han mente ikke, at den nye bank kunne få fradrag for et tab, som Finansiel Stabilitet, allerede havde afholdt og trukket fra i skat.
TAKS godkendte i første omgang fradraget. Men efter at det kom frem, bl.a. fra Jørn Astrup Hansen, at Eik Bank næppe havde ret til fradraget, genoptog TAKS vurderingen af sagen i februar 2016. Efter at have vurderet sagen i et år, kom TAKS i februar 2017 til en ny konkulusion, nemlig, at Eik Bank ikke havde ret til fradraget. TAKS havde dog besluttet, at det ikke ville få nogen konsekvens for Eik Bank, sagen var afsluttet for deres vedkommende. Direktøren i Eik Bank, Súni Schwartz Jacobsen, fortolkede dog afgørelsen til bakens favør og sagde, at afgørelsen gav banken ret. Offentligheden blev først nægtet indsigt i TAKS's vurdering og afgørelse af sagen, de henviste til banken. I en periode fastholdt Eik Banks ledelse sagsøgelsen af Jørn Astrup Hansen for bagvaskelse. Astrup havde derved sparet de færøske skatteborgere for 90 millioner kroner, men risikerede en fængelsstraf på op til to år. Den 31. marts 2017 blev der gjort forlig mellem Astrup og banken, som ti dage forinden havde skiftet navn til Betri Banki. I Betri Banks pressemeddelelse stod der bl.a.:
"Jørn Astrup Hansen bekræfter, at han ikke har haft til hensigt at beskylde banken eller dennes ledelse for at have forsøgt at begå skattesvig, ligesom han ikke har givet udtryk for, at banken bevidst har givet TAKS urigtige oplysninger med henblik på at opnå et skattefradrag. Jørn Astrup Hansen beklager, at bankens ledelse har opfattet kritikken som udtryk herfor."